# Moschoi

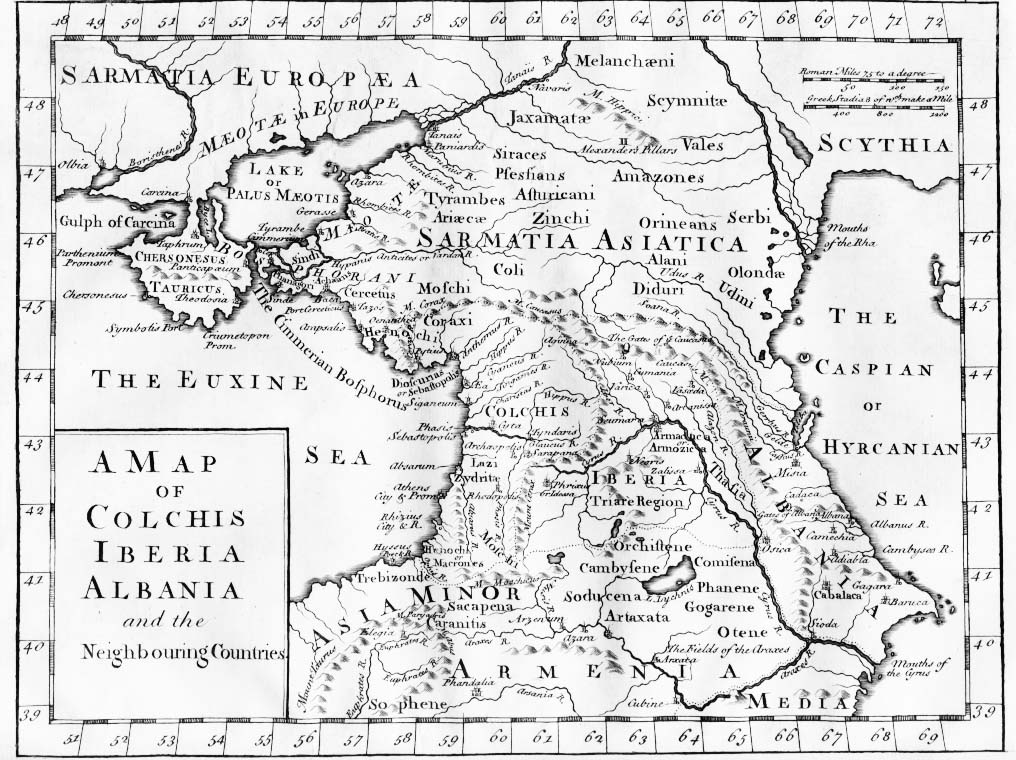
Karte aus dem 18. Jahrhundert mit dem Siedlungsgebiet der Moschi nordwestlich und südwestlich des Kaukasus

Die Moscher (Aussprache: /-sç-/; griechisch Μόσχοι, lateinisch Moschi) waren ein kleinasiatischer Stammesverband. Ihre Siedlungsgebiete reichten von der östlichen Südküste des Schwarzen Meeres bis zu den Quellen des Flusses Phasis (jetzt Rioni im Kaukasus). Zusammen mit den benachbarten Tibarenern, Makronern, Mossynoikern und Marern bildeten sie die 19. Satrapie im Perserreich. Nach Pomponius Mela (Chorographia 1,12) lebten an der Küste des Kaspischen Meeres die Komaren, Massageten, Cadusier, Hyrkanier, und Hiberer, jenseits davon die Hyperboräer und Amazonen, und oberhalb von diesen die Cercetae, Kimmerer, Cissianti, Achaei, Georgili, Moschi, Phoristae, Rimphaces und Arimphaei.
Flavius Josephus setzt sie mit den in der Bibel erwähnten Mesech (Meschech) gleich.
Die Moscher werden von manchen Autoren mit den Muški/Muschki gleichgesetzt, auch dies scheint jedoch zweifelhaft. Die meisten Forscher nehmen an, dass die Muški in Kilikien oder in Nachbarschaft zu Tabal ansässig waren, also am östlichen Mittelmeer, nicht am schwarzen Meer.